# 51985 Kirby
51985 Kirby è un asteroide della fascia principale. Scoperto nel 2001, presenta un'orbita caratterizzata da un semiasse maggiore pari a 3,1998450 UA e da un'eccentricità di 0,1016941, inclinata di 5,85740° rispetto all'eclittica.